# ポテンドッグ
ポテンドッグ (朝: 포텐독、PotenDogs) は、大韓民国のレトロボットが企画し、EBSが共同制作したフル3Dアニメーションである。

## あらすじ
「ポテンドッグ」と呼ぶこれらは、人間に捨てからたり虐待受けた記憶に人間を支配する犬たちの世界を夢見る「ゴールドファング」と、33,000年間受け継がれてき人間と犬間の平和と結束を守ろうとする「浦東ネット」で分かれ絶え間ない対決を繰り広げる。

## キャラクター

### ポドンネット
ジョン・ウォンソク (정원석)
声 - ジョン・スクギョン
本作の主人公。
犬も良く本図鑑をだらだら覚えだけ両親の許可を受けず、本を育てることができない子ども。
カイ (카이)
声 - チェ・ソクピル
本作の別の主人公。犬種は混合犬。
浦東ネットのエースとして犬と人間の平和をために多くは活躍をしながらも、差し戻しのを持って見ていない人間で愛情は感じたことのないポテンドッグ。
ハルモング (하르멍그)
浦東ネットの指導者。39歳。
ムンガエ (뭉개)
レイダー (레이다)
バグル (바글)
プッルテ (뿔테)
プープー (푸푸)

### ゴールドファング
ガエリウス (개리우스)
声 - チェ・ハン
本作の犬悪党。
ガエロング (개롱)
ドグ (도구)
ビスケット (비스킷)
ロッガー (롯거)
ギネス (기네스)

## エピソード一覧
| シーズン | シーズン | 話数 | 話数 | 放送期間      | 放送期間     |
| シーズン | シーズン | 話数 | 話数 | 初回放送      | 最終回放送   |
| -------- | -------- | ---- | ---- | ------------- | ------------ |
|          | 1        | 18   | 18   | 2021年3月29日 | 2021年5月5日 |
|          | 2        | 18   | 18   | 2021年5月27日 | 2021年7月2日 |